# Печенеги и половцы

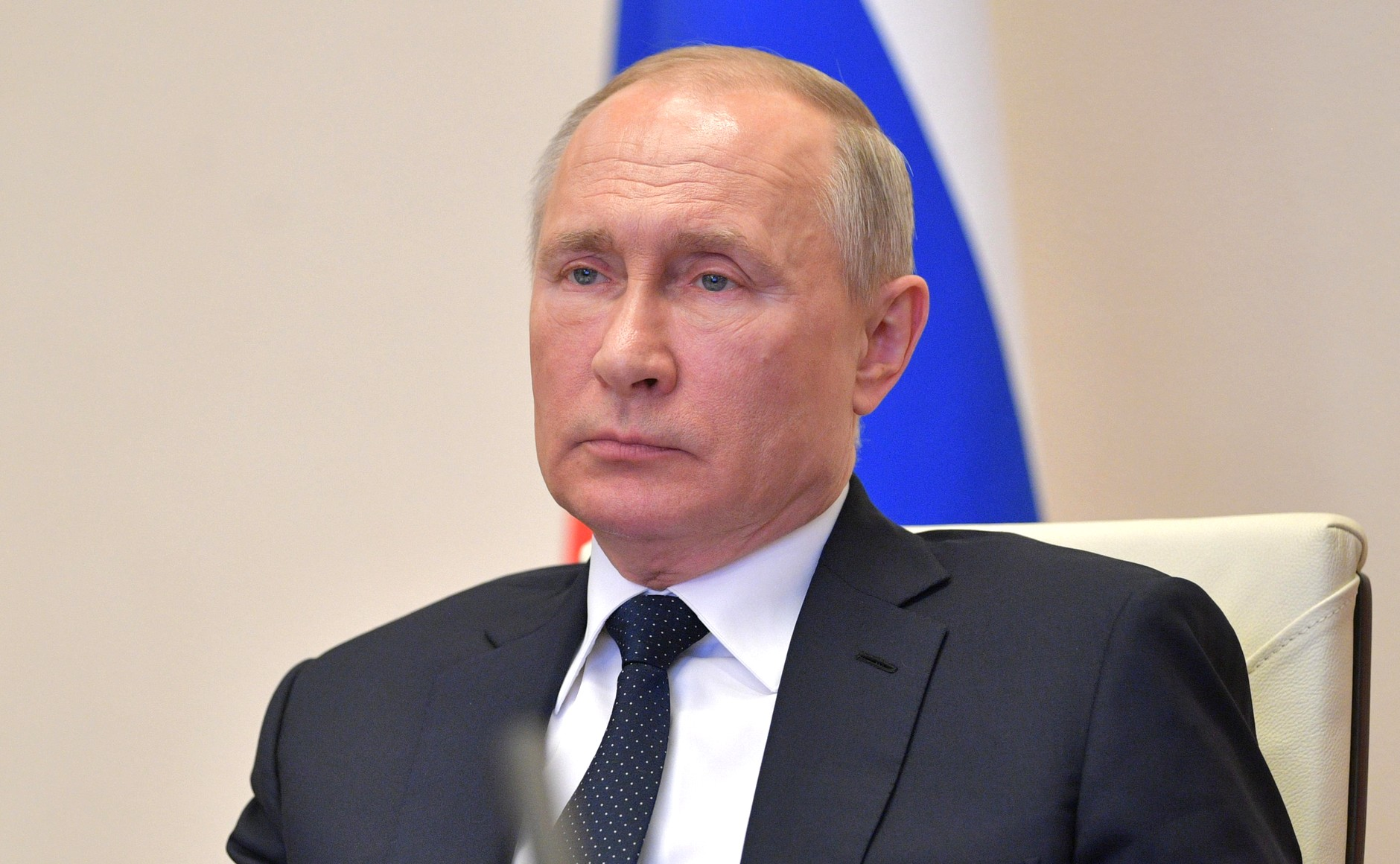
Президент России Владимир Путин во время совещания 8 апреля 2020 года, где было произнесено высказывание

«Печене́ги и по́ловцы» — интернет-мем, оформившийся после высказывания президента России Владимира Путина о печенегах и половцах. Стал одним из главных мемов Рунета апреля 2020 года.

## Происхождение
8 апреля 2020 года, пользователи социальных сетей, как отмечается, с нетерпением ждали очередного обращения президента России Владимира Путина. Пресс-секретарь Дмитрий Песков и Первый канал заранее анонсировали «большое вступительное слово» президента накануне его встречи с губернаторами. В тот же день Владимир Путин провёл онлайн-совещание с губернаторами, анонсировав новые меры поддержки населения, экономики и бизнеса и прямо во время видеоконференции обратился к россиянам. Путин неожиданно образно сравнил коронавирус с бедами, постигшими Русь, и упомянул воевавших с нею кочевыми народами — печенегов и половцев:
Дорогие друзья! Всё проходит, и это пройдёт. Наша страна не раз проходила через серьёзные испытания: и печенеги её терзали, и половцы, — со всем справилась Россия. Победим и эту заразу коронавирусную. Вместе мы всё преодолеем.

## Мемы
Высказвание Владимира Путина о победе над печенегами и половцами получило в Интернете широкий резонанс, зацепило интернет-пользователей и вдохновило их на создание юмористических шуток и мемов, в целом оказав влияние на медиадискурс. Обсуждение данной темы связано с тем, что у большинства людей возникает чувство непонимания, которое связано со сравнением исторического события с печенегами и современной эпидемиологической обстановкой — внезапное напоминание им о печенегах и половцах в контексте пандемии COVID-19, согласно оценке портала Medialeaks, явно удивило и позабавило россиян. Например в день, когда была сказана фраза, поклонники серии игр The Elder Scrolls переписали слова президента на свой лад.
Реакция россиян на заявление президента была разной. Для многих пользователей печенеги были созвучны с «печенюхами», а половцы — с «пол» «овцы», актёром Александром Половцевым и плавцами. Так, появился мем, где названия народов были сопряжены с близкими по звучанию словами и соответствующими изображениями: половцы — плов, печенеги — печенье («печенюхи»), монголы — мангал. Как отмечает исследовательница Д. С. Куимова, для понимания получившегося каламбура необходимо знать названия всех изображённых объектов на русском языке, что является «редкостью для англоязычных реципиентов». Поскольку в этом интернет-меме присутствует важная фонетическая составляющая, для сохранения игры слов переводчику пришлось прибегнуть к транслитерации: Polovtsy — plov, Pechenegs — pechenye, Mongols — mangal, а также сделать поясняющий переводный комментарий о том, что печенеги, половцы и монголы были племенами, которые враждовали с Русью.
Другие пользователи были поражены столь глубоким знанием истории главы государства. Одни спрашивают — «что дальше?», другие смеются — «можем повторить». Как отмечает портал «Бизнес Online», высказывание президента превратило «множество активных пользователей сети из экспертов по коронавирусу в больших знатоков истории Древней Руси».
Кроме того, пользователи вспомнили, каких «врагов» могла победить Россия, кроме печенегов и половцев — некоторые посчитали, что Владимир Путин несправедливо забыл о монголах и древлянах, а также о динозаврах и древних людях. В социальных сетях половцев и печенегов добавили в новость о том, что дельфины и рыбы вернулись в Венецию из-за карантина. Также эти кочевые народы в Твиттере стали героями песен и стихотворений в качестве «поэтического мема» («сползает по крыше старик Козлодоев, навязчивый как печенег»). Поступали и предложения для пущей безопасности ещё раз захватить Казань, а людей с либеральными взглядами заподозрили в том, что из-за рубежа они получают «печенеги госдепа».

## Оценки СМИ и журналистов
В связи с популярностью и вирусным распространением высказывания Владимира Путина ряд СМИ выпустил статьи про то, кто такие печенеги и половцы.
Артём Крашенинников из киноканала «Комедия» пишет: «Хороший мем, но его ключевое отличие от мема с Наташей и котами — искусственная виральность за счёт изначально широкого охвата. Если мем с котами про Наташу сам себе прокладывал дорогу, отсекая лишние сущности, то мем с печенегами был обречён стать популярным из-за того, что фразу сказал президент. То есть с точки зрения вирусности мем с Наташей „более сильный“».
Редактор Meduza дал оценку совещанию и появившемуся мему: «Владимир Путин превращается то ли в стримера, то ли в видеоблогера. <…> Поэтому россияне теперь ждут момента, когда президент начнёт записывать подкасты и стримить Fortnite. <…> Если коротко, Путин перечислил меры поддержки жителей и бизнеса, которые пострадали из-за длинных выходных. <…> И заодно припомнил, что Россия, вообще-то, победила половцев и печенегов, которые её „терзали“. А значит, и с „заразой коронавирусной“ справится. <…> Реакция на это всё примерно такая. Какие половцы? Какие печенеги? О чём он вообще!». Редактор Би-би-си пишет, что с момента появления данной фразы «в соцсетях тут же появились шутки о возвращении печенегов в Россию».
Некоторые историки и СМИ узнали в этих словах легенду об адвокате Фёдоре Плевако. Издания Meduza и Би-би-си сделали предположения, что Путин цитирует речь Плевако в защиту женщины, обвиняемой в краже жестяного чайника. Согласно сайтам правительства и президента РФ, подобное сообщение было произнесено практически дословно в 2010 и 2013 годах. В своих сообщениях издания указали, что Владимир Путин произнёс очень похожую фразу 10 лет назад во время совещания по лесным пожарам 2010 года:
И печенеги Россию терзали, и половцы, и псы-рыцари, и Великую Отечественную мы прошли. Россия всё выстояла, всё пережила. И сейчас, конечно, тоже испытание. Оно не носит глобального характера, это не какое-то нашествие, но это — испытание. И конечно, мы его преодолеем. Но только в том случае, если будем работать слаженно, консолидированно, эффективно, с полной ответственностью за порученное страной дело.
Спортивный журналист Алексей Шевченко в Твиттере заявил: «Вот вы все ржёте, а печенеги и половцы помешали Овечкину забить 800 голов». Журналистка Мария Макеева также обратила внимание на схожесть выступления Путина с выступлением адвоката Фёдора Плевако. Другая журналистка Ольга Бычкова предполагает, что «печенегов и половцев [Путин] откопал, видимо, чтобы никого из нынешних не обидеть».
Журналист Николай Сванидзе высказался: «Понятия не имею, на каком основании Владимир Путин сравнил печенегов, которые жили тысячу лет назад, с коронавирусом. Да, у нас с ними были непростые отношения, войны, но существовали и мирные периоды, там и женились. Это были всегда соседские отношения. Не вражеско-соседские, а просто соседские. <…> Возможно, сейчас президент увлёкся историей, чтением исторических материалов, иначе по каким причинам он делает эти отсылки?»
Интернет-сайт Peterburg2.ru отмечает, что президент «подхлестнул фантазию уставших от самоизоляции граждан, которые менее чем за час успели создать по этому поводу сотни мемов и шуток. Утром 9 апреля все социальные сети пестрили „половцами“ и „печенегами“ <…>». Согласно оценке редактора Фонтанки.ру, «фраза президента, вызывающая ассоциации с Древней Русью, отлично ложится на коронавирусную реальность РФ».

## Реакция публичных личностей
9 апреля 2020 года пресс-секретарь президента России Дмитрий Песков сообщил, что глава российского государства лично добавил к своему выступлению заявление о половцах и печенегах: «Это инициатива самого президента. Это слова, сказанные самим президентом. Именно он добавил это в своё выступление».
В своём Твиттере стендап-комик Боб Фарбер пошутил: «Природа во время пандемии очистилась настолько, что в Россию вернулись печенеги». Блогер Сталингулаг также прокомментировал данное высказывание: «Чтобы победить коронавирус, нужно 9 мая провести парад победы над печенегами!».
По словам соучредителя общественной платформы «Свободный Идель-Урал» Боляеня Сыреся, «есть одна зараза, которой давно болеет Россия — имперская горячка. Москва всё рвётся с кем-то воевать, кого-то побеждать и одолевать. Пусть даже в чужом далёком прошлом. Наблюдать за этим смешно и грустно одновременно. Почему смешно? Потешно выглядят попытки проводить параллели между Россией под управлением кооператива „Озеро“ и военными кампаниями киевских князей XI века — когда ещё в проектах не было ни Москвы, ни России. <…> А грустно почему? Сейчас бы самое время зарплаты медикам повысить, средства защиты им купить, в каждую районную больницу поставить по два десятка аппаратов искусственной вентиляции легких. Но с этим у нас трудности. Видимо, печенеги и половцы атакуют Россию со всех сторон, продыху от них нет! Казалось бы, удивительно — президент многонациональной федерации для национального сплочения противопоставляет эту страну предкам значительной части её граждан. Но нет ничего удивительного, ведь речь о России! Презрение к „инородцам“, в частности, к тюркам, проходит красной нитью сквозь всю её историю. Вот и сейчас в Конституции собираются подчеркнуть исключительную роль русских как государствообразующего народа».

## Оценки экспертов и исследователей

#### Положительные и нейтральные
Доктор филологических наук, член-корреспондент РАН Фёдор Успенский предполагает, что «когда Путин говорил о бедах, которые обрушивались на Русь в прошлом, на самом деле он имел в виду как раз татаро-монгольское нашествие. Но, исходя из современной ситуации и соображений политкорректности, он просто не хотел обижать татар или, например, поляков, поэтому просто выбрал тех, кого уже больше не существует».
Кандидат исторических наук, доцент кафедры государственного и муниципального управления Института социальных наук Иркутского государственного университета Р. В. Иванов считает, что Владимир Путин «хотел ободрить россиян, вселить в них надежду на то, что страна справится с проблемой, поэтому в своём обращении напомнил о том, что Россия сталкивалась со многими бедами и смогла всё преодолеть, упомянул печенегов и половцев. Однако интернет не понял, к чему президент РФ вспомнил про печенегов. Пользователи стали активно шутить и превратили выступление Путина в мем». Доктор политических наук, профессор кафедры истории и теории политики факультета политологии МГУ Сергей Черняховский считает, что своей фразой глава российского государства «образно описал нашествие».
Риторическим приёмом, который является включением фразы в набор ассоциативных слов с ярко выраженной прагматической коннотацией («печенеги», «половцы», «псы-рыцари»), как замечает кандидат филологических наук, доктор философских наук Н. В. Козловская, вносит в понятие «коронавирус» элементы значения «захватчика», «супостата», «завоевателя», «грабителя», «уничтожителя». Она убеждена в том, что такое употребление лишний раз свидетельствует о пересечении метафорических моделей в публицистическом дискурсе XIX и XX веков и подтверждает существование метафорической модели «война человека (народа) против коронавируса».
В марте-апреле 2020 года большую популярность приобрело фото четырёх котов, сделанных снизу. Изначально в уста кошек вкладывались фразы: «Наташа, ты спишь?», «6 утра, Наташа», «Вставай, мы там всё уронили», «Мы уронили вообще всё, Наташ, честно», после чего мем стал использоваться для отображения текущих событий. Так как новостная повестка меняется довольно часто в дни карантина, фото «расплодилось» и стало отражать иные реалии почти мгновенной повестки дня. Заведующая кафедрой журналистики и телевизионных технологий Института социальной инженерии РГУ им. А. Н. Косыгина, кандидат педагогических наук О. В. Мурзина в своей статье пишет, что существуют варианты мема, в которых цитируются выступления Путина с видоизменённым текстом: «Наташ, ты спишь? Нас там половцы терзали. И печенеги терзали, Наташ. И коронавирусная зараза, Наташ, честно», то есть представлена отсылка к стадиям снятия режима самоизоляции и другие моменты, «юмор которых совершенно непонятен тем, кто пропустил актуальные новости».
Мурзина приводит в пример человека, который не слушал выступления Путина, не знал о сравнении коронавируса с нашествием печенегов и половцев и не видел в социальных сетях мем, связанный с котами, которые говорят спящей Наташе «нас там половцы терзали». Исследователь выделяет несколько «типов» воспринимающей аудитории:
1. Люди, которые слышали выступление Владимира Путина, слышали сравнение, которое он использовал, знают актуальность слов «половцы» и «печенеги», знают мем про Наташу и могут сравнить информацию и оценить шутку;
2. Люди, которые знакомы с этим мемом, знают, что в нём обыгрываются различные текущие новости, но речи Путина не слышали и не в курсе сравнения, сделанного президентом. Такие люди, видя новый мем, как отмечает Мурзина, воспринимают информацию о том, что «там что-то интересное случилось, связанное с половцами и печенегами, надо посмотреть в интернете, что именно»;
3. Люди, которые слышали выступление Путина и сравнение с половцами и печенегами, но не в курсе о существовании мема про Наташу. Эти люди получают другую часть креолизированной информации — к картинке с четырьмя кошачьими мордочками зачем-то добавляется текущая повестка дня. Также они могут восстановить импликатуру с помощью интернет-поиска (например, ввести в поиск фразу «что это за коты и Наташа»;
4. Люди, которые не в курсе мем-культуры и/или этого мема, а также те, кто не в курсе выступления Владимира Путина. Исследователь отмечает, что специфика реалий современности такова, что такие люди могут убрать отсутствие апперпеционной базы восприятия за счёт поисковой системы, но при этом пропустить это мимо ушей, как информационный шум.
5. Гипотетически есть и такие люди, которые принципиально не воспринимают мемы, не обращаются в интернет в поисках информации.

Философ Максим Горюнов считает, что выбор не случаен и закономерен с точки зрения русских националистов: «С точки зрения русского национализма он прав. Русские националисты ещё со времён Александра III считают, что русские — это славяне. Других народов на территории России нет. Те, что есть — это „народцы“, как писал Платонов».
Политтехнолог и общественный деятель Наталья Елисеева поделилась мнением, что Владимир Путин мог добавить эту фразу в своё выступление, исходя из дополнительного эффекта узнаваемости: «Любая речь чем-то запоминается, и, возможно, после этих картинок и мемов кто-то пошёл и загуглил, что именно сказал Владимир Владимирович. Может, команда президента рассчитывала на дополнительный эффект узнаваемости. <…> Только у нас, к сожалению, вычленяют определённую фразу, но не обращают внимание на общую картину целиком. Никто не обратил внимание на меры, которые были предложены по поддержке бизнеса и населения. Вычленили эту фразу про печенегов и половцев, и уже весь интернет был заполнен картинками и шутками».

#### Отрицательные
Доктор исторических наук, заведующий отделом Института археологии им. А. Х. Халикова АН РТ Искандер Измайлов обратил внимание на то, чего президент России не сказал: «У меня другой вопрос возникает в связи с этим: а где же наше любимое „татарское иго“? Кто такие печенеги и половцы по сравнению с „татарским игом“, вот это главный вопрос! Или они страшнее, чем поляки или французы времён Наполеона, которые дошли до Москвы, — они куда делись? Не хватило времени их упомянуть? <…> Может быть, слова Путина — попытка показать на исторических примерах, что не так и страшен этот коронавирус. Если бы он сказал, что татарское иго 250 лет душило Русь, было бы страшно, а кто такие печенеги, половцы, кто их помнит? Даже если бы упомянул хазар, вспомним Пушкина („отмстить неразумным хазарам“), то, по крайней мере, какая-то литературная форма была бы набегов завоевателей. А тут какие-то половцы, печенеги… он бы ещё берендеев вспомнил».
Измайлов считает, что Путин решил вернуться к летописно-библейскому стилю общения с людьми: «Начинается же его фраза со „всё прошло, пройдет и это“ Соломона, то есть прямая библейская ссылка. Ну и в конце „зараза коронавирусная“ — это тоже какой-то былинный стиль. Путин как древний баян, который в „Слове о полку Игореве“ возложил руки и решил нам пропеть славу дедовских времён, а также сказать, что всё пройдет. Мне кажется, что это вполне уместный для ситуации пафосный стиль. Меня только смущает, что объект для сравнения с заразой коронавирусной был выбран незначительный».